# リベンジポルノ
リベンジポルノあるいは復讐ポルノ（ふくしゅうポルノ）とは、元配偶者や元交際相手などの性的画像や動画を、復讐や嫌がらせ目的で被撮影者の同意なしに公表する行為。
リベンジポルノとしてインターネットに投稿された画像や動画が商品として取引され、広範囲に拡散しているとの主張もある。
日本では嫌がらせ目的で女性のわいせつ画像などがインターネット上に公開される被害が増加したために、2014年からリベンジポルノ防止法で規制されている。

## 概要
カメラ機能・ビデオ機能が付いた多機能携帯電話（スマートフォン）が普及したことで個々人が撮影と投稿を手軽に行える環境となっていることも、リベンジポルノ問題を潜在的に起こしやすくする要因の一つとなっている。インターネットを介した拡散行為は、被害者に永続的な苦しみと恐怖を与えている。
日本では、かつては 名誉毀損罪（刑法第230条）、わいせつ物頒布等の罪（同法第175条）、児童買春・児童ポルノ禁止法などで対応してきた。しかし、既存法では処罰の間隙が発生し、全てのリベンジポルノに対応できなかった。そのため、2014年11月27日に「私事性的画像記録の提供等による被害の防止に関する法律（平成26年法律第126号）」、いわゆる「リベンジポルノ防止法」が制定された。

## 日本

### 警察の調査
2016年3月17日、警視庁は前年の2015年に全国で寄せられたリベンジポルノに関する相談の数や割合についての統計を初公表した。それによると、相談者の内20代が最も割合が多く、その9割は女性だった。
2021年に警察が受理したリベンジポルノに関係する被害相談は1628件（前年比3.7%増）で、リベンジポルノ被害防止法が施行された2014年以降で最多だった。摘発した事件はのべ289件（前年比18%増）で、罪種別では、リベンジポルノ防止法と児童買春・児童ポルノ禁止法違反がそれぞれ47件で脅迫が40件などであった。
- 被害者の性別は、「女性」が1432件（88%）
- 被害者の年代は、「20代以下」が1076件（66.1%）
- 相談内容は、「画像を所持されている、撮影された」が582件（35.7%）、「画像を公表すると脅された」が580件（35.6%）、「画像を公表された」が329件（32.5%）など（複数回答可）
- 加害者との関係は、「交際相手・元交際相手」が821件（50.4%）、「ネット上だけの知人友人」が326件（20.0%）など

2023年3月2日の警察庁の発表によれば、リベンジポルノについての警察への被害相談は2022年に1728件（前年比100件増）で、6年連続で最多を更新。被害者の86.5％が女性で、年代別では20代42.0％、10代以下27.5％であわせて約7割を占めた。最年少は9歳の児童の被害相談という。被害者と加害者の関係は、交際相手（元を含む）が半数以上の895件、ネット上だけの知人友人はSNSの普及で年々増え、全体の2割超の394件。リベンジポルノをめぐって摘発した事件はのべ274件（前年比15件減）、うちリベンジポルノ防止法違反61件（前年比14件増）、刑法犯など213件（前年比29件減）。
2024年3月28日の警察庁の発表では、リベンジポルノに関する警察への被害相談は、前年比4.9％増の1812件で最多。画像を所持・撮影されたという内容が最多の769件で、画像を公表すると脅されたという内容が676件で続いた。被害者と加害者の関係では、半数近くが交際相手で、ネットを通しての知人・友人が2割超。警察庁はSNSの普及が背景にあるとみている。被害者は男性が前年比21.8％増の285人、女性が2.2％増の1527人。男性はこの5年間で2.9倍となった。

### リベンジポルノの問題化・防止法の制定経緯
2013年10月8日に、三鷹ストーカー殺人事件があり、加害者の男性が元恋人である被害女性のプライベートの性的な写真および映像をウェブサイトを通じて拡散させたことでリベンジポルノが問題となった。当初、谷垣禎一法務大臣は同年10月23日の参議院予算委員会で、「現行法で対応ができる」とし、新しく規制をかけることには慎重な姿勢を示した。2013年時点では、現行法でリベンジポルノはわいせつ物頒布等の罪、被害者が生存している場合は名誉毀損罪、ストーカー規制法違反のほか、18歳未満であれば児童ポルノ禁止法などで、基本的に対処できるとしているが、リベンジポルノに対する新たな法律が成立すれば、リベンジポルノが処罰しやすくなるとされる。
リベンジポルノ問題が注目されるようになったのは上記の事件がきっかけであった。しかし、それ以前にも2006年に山梨県警が摘発した者に児童ポルノ公然陳列と名誉毀損で執行猶予付きの懲役刑が科せられるなど、リベンジポルノ問題自体は存在していた。
上記の三鷹の事件が発端となり、同様の事件が増加していることから、2013年時点では法による罰則を求める声も存在した。
2014年（平成26年）2月13日、自民党は、リベンジポルノ問題に関する特命委員会を政務調査会に設置した。同年10月にリベンジポルノ被害防止法案の骨子を固め、公明党及び野党にも賛同を呼びかけて、第187回国会に議員立法として提出する方針を示した。
同年11月18日、「私事性的画像記録の提供等による被害の防止に関する法律」（リベンジポルノ防止法）の法案は、自民党、民主党・無所属クラブ、維新の党、公明党、次世代の党、みんなの党、日本共産党、生活の党、社会民主党・市民連合の各会派共同により提案されて衆議院総務委員会及び衆議院本会議、参議院総務委員会で可決され、翌11月19日に参議院本会議で全会一致により可決・成立した（施行は同年11月27日）。

### リベンジポルノ防止法の制定後
2015年（平成27年）2月、同法違反の容疑による初めての逮捕者（33歳の男）が出た。その後、同法違反による有罪判決が相次いだ。ただし、弁護士の奥村徹は、嫌がらせ・復讐目的ではなく営利目的で投稿したケースも同法の適用対象になるとして、拡大解釈のおそれがあると述べている。また、同法違反での判決では執行猶予が付くことが多く、被害者側から見て刑が軽すぎるとの主張もある。
2025年4月、八代亜紀のCDアルバム『八代亜紀 お宝シリーズ 第一弾 忘れないでね』が発売された。同作品には八代のヌード写真が同封されており、弁護士の服部啓一郎はリベンジポルノに該当する可能性があると指摘している。

## 他の先進国

### アメリカ合衆国
ニュージャージー州では2004年からゴシップとして広がることを防ぐため、無許可で性的な写真や録音・録画を散布することを禁じている。
カリフォルニア州では2013年10月1日に施行されたリベンジ・ポルノ非合法化法により、嫌がらせ目的で個人的な写真・映像を流出させたとして有罪になれば、最高で禁錮6カ月か最高1000ドルの罰金刑の対象となる。同法によれば、合意の上で撮影された写真でも写った人の同意なく投稿されれば違法とみなされる。つまりカップルで一緒に撮影した写真を、別れた後に相手の同意を得ずに投稿するのも違法ということになる。一方で流出者と撮影者が同一人物でない限りこの法律は適用されないという制限がある。
アメリカではリベンジポルノサイトをビジネスとして経営し、被害者が写真の削除を求めると法外な金額を請求するケースが存在する。しかし2014年1月23日、リベンジポルノサイト「Is Anyone Up?」の経営者が、違法な手段でのわいせつ画像の入手、購入経路の意図的隠蔽、画像のウェブサイトへの掲載という理由で逮捕され、禁固18年が言い渡された。

### 欧州連合
欧州連合（EU）では個人情報保護の意識が強く、「忘れられる権利」として、インターネット上の個人情報削除が義務づけられている。

### 韓国
2013年に「性暴力犯罪の処罰等に関する特例法（性暴力特別法）」が改正される以前は、これを処罰する条項がなかったので「同意を得た裸の写真は無罪」と判決するしかなかった。 そのため、デートDVやストーキングなどに裸の写真や性的な動画が強迫の道具として使われ、それによって被害が長期化される事例が多かった。改正された性暴力特別法では「第1項の撮影が撮影当時には撮影対象の意思に反しない場合にも、事後にその意思に反して撮影物を頒布·販売·賃貸·提供し、又は公然と陳列·上映した者は、3年以下の懲役若しくは500万ウォン以下の罰金に処する。」という条項が追加された。

## 各業界の対応

### 検索エンジン・アプリストア運営
2015年に検索エンジン最大手のGoogleはリベンジポルノ画像の世界的問題化を背景に自社の検索エンジンの表示からリベンジポルノ画像を削除すると発表した。被害者の申し立てに応じ検索結果に表示されないようにする処置を行う。法に明文化されず事実上規制されてない地域でも申し立てを受け付け削除する方針を示した。　

### SNS
また、FacebookやTwitter等のSNSサイトにおいても利用規約でリベンジポルノの掲載を禁止し、被害者の申し立てに応じ削除を始める等対応が広がっている。
BUSINESS INSIDER JAPANによると、Twitterでは成年のリベンジポルノなどの性的画像を削除することには消極的な姿勢をとっている。
全米行方不明・被搾取児童センターは2023年2月、TikTokやInstagramなどの加盟サービスから、未成年の性的な画像や動画を削除・監視するよう申請できるプラットフォームTake It Downをリリースした。

### 警察関連
日本では2013年頃に国会質問にあがるなど、被害者個人対応では限界だと指摘され、法整備の動き出ていた。リベンジポルノの施行後、全国の警察に2015年の1年間で寄せられた相談所の9割が女性、約6割が20代以下、未成年者が2割であった。被害者と加害者の関係は「交際相手や元交際相手」が6割以上で最多を占めていた。警察庁ではリベンジポルノ法施行後から、対策として依頼された場合は断固断ること、脅迫されたり画像を掲載されたりした場合は警察などへ相談することを対策として提示している。2015年にリベンジポルノ等の違法情報の通報を受け削除・警察への通報を行う窓口が開設されている。
2023年時点でも、リベンジポルノの摘発には被害者本人による告訴（親告罪）と加害者の特定を必要とする。警察が被害女性の相談に消極的な対応をした例もある
Tokyo Investigative Newsroom Tansaによれば、サイバー犯罪対策の全国組織として警察内に設置されたサイバー特別捜査隊は、「被害に遭われた方の心情に配意しつつ、取締りの徹底や画像の削除に努めるとともに、被害の未然防止のための教育・啓発等、関係機関と連携した対策を推進しております。」との回答をしている。

### その他
日本国内ではセーファーインターネット協会が一般からの通報を受け積極的に該当プロバイダに削除要請を行っている。

## リベンジポルノを題材とした作品
- ヒガンバナ - 柴草玲の楽曲。2004年発売のアルバム『会話』所収。
- リベンジポルノ - 2014年公開の映画。羽生研司監督、高橋祐太脚本[52]。2015年、2016年にそれぞれ続編が作成されている。